# Ovčarevo (Travnik)
Pour les articles homonymes, voir Ovčarevo.
Ovčarevo (en cyrillique : Овчарево) est un village de Bosnie-Herzégovine. Il est situé dans la municipalité de Travnik, dans le canton de Bosnie centrale et dans la fédération de Bosnie-et-Herzégovine. Selon les premiers résultats du recensement bosnien de 2013, il compte 513 habitants.

## Géographie
Le village est situé dans les faubourgs nord-ouest de Travnik.

## Histoire
L'église Saint-Michel d'Ovčarevo, une église catholique qui remonte peut-être à la fin du XIXe siècle, est inscrite sur la liste des monuments nationaux de Bosnie-Herzégovine.

## Démographie

### Évolution historique de la population dans la localité
| 1948 | 1953 | 1961 | 1971 | 1981 | 1991 | 2013 |
| ---- | ---- | ---- | ---- | ---- | ---- | ---- |
| -    | -    | 281  | 387  | 458  | 564  | 513  |

|  |